# Souaflia
Souaflia è un comune dell'Algeria, situato nella provincia di Mostaganem.